# Miroslav Duben
Miroslav Duben (* 8. November 1974 in Havlíčkův Brod, Tschechoslowakei) ist ein ehemaliger tschechischer Eishockeyspieler, der unter anderem für den HC Dukla Jihlava, HC Pardubice, HC Energie Karlovy Vary und BK Mladá Boleslav in der tschechischen Extraliga aktiv war.

## Karriere
Miroslav Duben begann seine Karriere als Eishockeyspieler beim HC Dukla Jihlava, für dessen Profimannschaft er in der Saison 1997/98 sein Debüt in der tschechischen Extraliga gab. Für Dukla spielte der Verteidiger auch nach dem Abstieg in der Saison 1998/99 noch drei Jahre lang bis 2002 in der zweitklassigen 1. Liga. Ab 1999 stand er zudem bereits parallel für den HC Pardubice in der Extraliga auf dem Eis. Diesen verließ er zur Saison 2004/05, die er bei dessen Ligarivalen HC Liberec verbrachte. Anschließend unterschrieb der Linksschütze beim HC Energie Karlovy Vary, mit dem er in der Saison 2008/09 erstmals Tschechischer Meister wurde und mit dem er sich beim HC Slavia Prag für die Vorjahresniederlage im Playoff-Finale revanchieren konnte. 
Zur Saison 2009/10 wurde Duben vom BK Mladá Boleslav verpflichtet. Nach eineinhalb Jahren verließ er die Mannschaft und schloss sich im Januar 2011 dem HK Nitra aus der slowakischen Extraliga an. 

## Erfolge und Auszeichnungen
- 2008 Tschechischer Vizemeister mit dem HC Energie Karlovy Vary
- 2009 Tschechischer Meister mit dem HC Energie Karlovy Vary